# П'янков Володимир Олександрович
Володи́мир Олекса́ндрович П'янко́в (26 червня 1917, с. Верхня Бойовка Сисертського району Свердловської області — 8 жовтня 2015, м. Суми) — український поет, літератор, журналіст, Заслужений журналіст України.

## Походження
В. П'янков народився на Уралі в родині робітника. Після закінчення школи в м. Єкатеринбург працював токарем на Уралмашзаводі. У 1937 р. став курсантом Батайської авіашколи Цивільного Повітряного Флоту. Отримавши звання пілота, працював у 206-му авіазагоні м. Свердловська. У березні 1941 р. — В. П'янков був призначений пілотом-інструктором 72-ї навчальної авіаційної ескадрильї в м. Красноуфімську (Урал), де він готував льотні кадри для фронту.

## Участь у Другій світовій війні
Восени 1942 р. молодший лейтенант запасу В. П'янков став льотчиком-розвідником Чорноморської авіації й до кінця війни знаходився в цьому підрозділі.
В. П'янков здійснив більше 300 бойових вильотів. Учасник визволення всіх міст-Героїв Чорномор'я: Новоросійська, Керчі, Севастополя, Одеси.

## Трудова діяльність
Після війни він працював інструктором-льотчиком аероклубу в м. Сімферополі.
У 1949 р. В.П'янков переїхав на Сумщину, а з 1952 року почав працювати кореспондентом районної газети у м. Лебедині «Життя Лебединщини». Створив апри ній літературну студію.
З 1983 р. мешкав у м. Суми.

## Творчість
В.П'янков — автор більше десяти збірників прози й поезії, а також 11 книг про участь сум'ян у Другій світовій війні.

### Перелік робіт
- П'янков Володимир Олександрович. За чисте небо! [Текст]: нариси, бувальщини, поезія воєнних років, фронтовий фольклор / В. О. П'янков. — Суми: Козацький вал, 2000. — 108 с.: іл. — ISBN 966-589-133-2
- П'янков Володимир Олександрович. Солдатське серце [Текст]: оповідання, нариси, бувальщини / В. О. П'янков. — Суми: Корпункт, 2002. — 74 с.: фото. — ISBN 966-7402-17-7

## Громадська діяльність
Член Національного союзу журналістів, Міжрегіонального союзу письменників України.
Проводив активну суспільну роботу. У 95-річному В.П'янков активно займався спортом, їздив на велосипеді чи ковзанах.

## Нагороди
- Орден Червоної Зірки (1943);
- Орден Вітчизняної війни I ступеня (1945);
- Орден Вітчизняної війни I ступеня (1986);
- Медаль «За оборону Кавказу» (1945).

## Смерть
Помер В.П'янков 8 жовтня 2015 року на 99-му році життя. Похорони відбулися 10 жовтня о 10.30 в Будинку ветеранів у військовому містечку міста Суми. Похований на сумському кладовищі заводу РТІ.

## Увіковічнення пам'яті
2 вересня 2015 року в бібліотеці-філії № 2 Сумської ЦБС було відкрито музейну кімнату письменника, журналіста, військового льотчика Володимира Пя'нкова. Тут зібрані рукописи, рецензії, публікації відомих творів, а також особисті речі, реліквії, заслужені бойові нагороди і сторінки бойового життя.